# Lesiny (Sorkwity)
Lesiny (deutsch Leschienen) ist ein kleiner Ort in der polnischen Woiwodschaft Ermland-Masuren. Er gehört zu Kozłowo (deutsch Koslau) innerhalb der Gmina Sorkwity (Landgemeinde Sorquitten) im Powiat Mrągowski (Kreis Sensburg).

## Geographische Lage
Lesiny liegt inmitten der Woiwodschaft Ermland-Masuren, 18 Kilometer südwestlich der Kreisstadt Mrągowo (deutsch Sensburg).

## Geschichte
Der nach 1898 Leschinen genannte kleine Ort hatte vor 1945 eine zum Staatsforst Pfeilswalde gehörende Försterei als Mittelpunkt und war ein Wohnplatz der Landgemeinde Koslau (polnisch Kozłowo) im ostpreußischen Kreis Sensburg. Im Jahre 1905 zählte die Försterei Leschienen 15 Einwohner.
Im Jahre 1945 kam in Kriegsfolge Leschienen mit dem gesamten südlichen Ostpreußen zu Polen und erhielt die polnische Namensform „Lesiny“. Heute ist der Ort ein Teil („część wsi“) von Kozłowo (Koslau), das auch Sitz des zuständigen Schulzenamtes (polnisch Sołectwo) ist. Beide Orte zusammen gehören zum Verbund der Landgemeinde Sorkwity (Sorquitten) im Powiat Mrągowski (Kreis Sensburg), bis 1998 der Woiwodschaft Olsztyn, seither der Woiwodschaft Ermland-Masuren zugeordnet.

## Kirche
Bis 1945 war Leschienen in die evangelische Kirche Ribben in der Kirchenprovinz Ostpreußen der Kirche der Altpreußischen Union sowie in die katholische Kirche Kobulten im damaligen Bistum Ermland eingepfarrt. Heute gehört Lesiny kirchlicherseits ganz nach Rybno: zur evangelischen Kirchengemeinde, jetzt eine Filialgemeinde der Pfarrei Sorkwity in der Diözese Masuren der Evangelisch-Augsburgischen Kirche in Polen, außerdem zur dortigen katholischen Pfarrei im jetzigen Erzbistum Ermland.

## Verkehr
Lesiny liegt an einer Nebenstraße, die von Rybno (Ribben) an der Woiwodschaftsstraße 600 gelegen über Kozłowo (Koslau) direkt in den kleinen Ort führt. Eine Anbindung an den Bahnverkehr besteht nicht.